# Соэйра
Соэйра (порт. Soeira)  —  район (фрегезия) в Португалии,  входит в округ Браганса. Является составной частью муниципалитета  Виньяйш. По старому административному делению входил в провинцию Траз-уш-Монтиш и Алту-Дору. Входит в экономико-статистический  субрегион Алту-Траз-уш-Монтиш, который входит в Северный регион. Население составляет 120 человек на 2001 год. Занимает площадь 13,97 км².